# Valladolid Challenger 2003
Il Valladolid Challenger 2003 è stato un torneo di tennis facente parte della categoria ATP Challenger Series nell'ambito dell'ATP Challenger Series 2003. Il torneo si è giocato a Valladolid in Spagna dal 21 al 27 luglio 2003 su campi in cemento.

## Vincitori

### Singolare
Gilles Müller ha battuto in finale  Iván Navarro con il punteggio di 6–4, 6–3

### Doppio
Jun Kato /  Łukasz Kubot hanno battuto in finale  Philipp Mukhometov /  Tripp Phillips con il punteggio di 4–6, 6–0, 6–1